# Pedro Meza
Pedro David Meza Rogel (Chihuahua, 15 ottobre 1985) è un ex cestista messicano.

## Carriera
Con il Messico ha disputato i Campionati mondiali del 2014 e quattro edizioni dei Campionati americani (2003, 2007, 2013, 2015).